# Never ever〜秋はちょっとさみしく〜
『never ever〜秋はちょっとさみしく〜』（ネヴァー・エヴァー あき - ）はthe★tambourinesの9枚目のシングル。

## 内容
秋をテーマにして制作した本作は日本テレビ系「カミングダウト」エンディングテーマ。4曲入りシングルということもあり、オリコンウィークリーチャートで100位以内にランクインしたのは「wonder boy」以来となった。

## 批評
CDジャーナルは「実里の季節に相応しい彩り豊かなラインナップ」と評した。

## 収録曲
1. never ever
作詞：松永安未　作曲：三好誠　編曲：麻井寛史
2. brandnew world
作詞：松永安未　作曲・編曲：麻井寛史
3. just my friend
作詞：松永安未　作曲・編曲：麻井寛史
4. goodnight and thank you
作詞：松永安未　作曲：三好誠　編曲：麻井寛史

## レコーディング参加
- 大賀好修 - ギター
- 三好誠 - ギター